# The New Power Generation (band)
The New Power Generation (afgekort N.P.G.) is de naam van een Amerikaanse funk- en popband en was tevens de begeleidingsband van Prince vanaf 1990 tot aan zijn overlijden in 2016.
De naam is afgeleid van de openingszin van het Prince album Lovesexy; "Welcome 2 the New Power Generation". De naam werd voor het eerst gebruikt als bandnaam in de film Graffiti Bridge uit 1990. Het nummer New Power Generation is te vinden op de soundtrack van deze film. In 1996 werkt de band mee aan een bonuscd voor het album New Life 4 The Hunted van de danceact Genaside II, waarop ze nummers coveren.
De samenstelling van de band is gedurende haar bestaan regelmatig gewijzigd. De band heeft onder haar eigen naam drie albums uitgebracht, echter deze hebben alle drie in meer of mindere mate zoveel Prince-invloed, dat vooral de laatste twee door veel kenners als Prince-albums worden beschouwd.

## Discografie

### Albums
Prince and The New Power Generation
- Diamonds and Pearls - 1991
- Love Symbol Album - 1992
- One Nite Alone... Live! - 2002
- C-Note - 2003
- Hit n Run Phase Two - 2015

The New Power Generation
- Gold Nigga - 1993
- Exodus - 1995
- Newpower Soul - 1998

### Singles
Prince and The New Power Generation
- Gett Off - 1991
- Cream - 1991
- Diamonds and Pearls - 1991
- Money Don't Matter 2night - 1992
- Sexy M.F. - 1992
- My Name Is Prince - 1992
- 7 - 1992
- The Morning Papers - 1992

The New Power Generation
- 2gether - 1993
- Superhero - 1994
- Get Wild - 1994
- Count the Days - 1994
- The Good Life - 1995
- Girl 6 - 1996
- The War - 1998
- The One - 1998
- Come On - 1998

## Bandleden
- Matt Fink (Dr. Fink) - 1990
- Miko Weaver (gitaar) - 1990
- Michael Bland (Michael B) (drums) - 1990 t/m 1996 en 2009
- Damon Dickson* (dans) - 1990 t/m 1992
- Rosie Gaines (zang) - 1990 t/m 1992
- Kirk Johnson* (Kirky J, Kaj) (dans, percussie en drums) - 1990 t/m 1992 en  1996 t/m 2000
- Tony Mosley* (Tony M) (dans en rap) - 1990 t/m 1993
- Levi Seacer Jr. (gitaar) - 1990 t/m 1993
- Sonny Thompson (Sonny T) (basgitaar) - 1990 t/m 1996 en 2009
- Tommy Barbarella (keyboards) - 1991 t/m 1996
- Diamond & Pearl (dans) - 1992
- Brian Gallagher** (saxofoon) - 1992, 1993 en 2000
- William Graves (diskjockey) - 1992
- Dave Jensen** (trompet) -  1992, 1993, 1999 en 2000
- Kathy Jensen** (saxofoon) - 1992, 1993, 1999 en 2000
- Mayte Garcia (Mayte) (dans en zang) - 1992 t/m 1996
- Mike Nelson** (trombone) - 1992, 1993 en  2000
- Steve Strand** (trompet) -  1992, 1993 en 2000
- Morris Hayes (Mr. Hayes) (keyboards) - 1993 t/m 2001 en 2006 t/m 2009
- Kat Dyson (gitaar) - 1996 t/m 1998
- Mike Scott (Rev. Scott) (gitaar) - 1996 t/m 2001, 2003, 2004 en 2006
- Rhonda Smith (basgitaar) - 1996 t/m 2004 en 2009
- Marva King (zang) - 1997 t/m 1999 en 2007 t/m 2009
- Candy Dulfer (saxofoon) - 1998, 1999 en 2002 t/m 2004
- Larry Graham  (basgitaar) - 1998 t/m 2000
- Jerry Martini (saxofoon) - 1998 en 1999
- Cynthia Robinson (trompet) -  1998 en 1999
- Kip Blackshire (keyboards) - 1999 t/m 2001
- Geneva (dans) - 1999 t/m 2001
- Estaire Godinez (percussie) - 1999
- Maceo Parker (saxofoon) - 1999, 2001 t/m 2004 en 2006 t/m 2008
- John Blackwell (drums) - 2000 t/m 2004 en 2009
- Najee Rasheed (Najee) (saxofoon en fluit) - 2000 t/m 2002
- Greg Boyer (trombone) - 2001 t/m 2004 en 2006 t/m 2008
- Renato Neto (keyboards) - 2002 t/m 2004 en 2006 t/m 2009
- Sheila E. (percussie en drums) - 2002 en 2009
- Eric Leeds (saxofoon) - 2002
- Chance Howard (keyboards) - 2003 en 2004
- Mike Philly (saxofoon) - 2003, 2004 en 2006 t/m 2008
- Rose Ann Dimalanta (rad.) (keyboards) - 2003 en 2004
- Cora Coleman-Dunham (C.C. Dunham) (drums) - 2005 t/m 2009
- Joshua Dunham (basgitaar) - 2005 t/m 2009
- Tamar Davis (zang) - 2005 en 2006
- Lee Hogan (trompet) - 2006 t/m 2008
- The Twins (dans) - 2006 t/m 2008
- Shelby Johnson (Shelby J) (zang) - 2007 t/m 2009
- Gene Centeno (saxofoon) - 2008
- Gilbert Elorreaga (trompet) - 2008
- Leo Gauna (trombone) - 2008
- Ledisi (zang) - 2008
- Josh Levy (saxofoon) - 2008
- Frédéric Yonnet (harmonica) - 2008 en 2009
- Liv Warfield (zang) - 2009

*: Samen bekend als The Game Boyz
**: Samen bekend als The NPG Hornz en later de Hornheadz
- International Standard Name Identifier: 0000 0001 1958 6994
- Library of Congress Control Number: n92009825
- MusicBrainz: 51d63176-56e8-45b9-88e3-81e6436473f3
- Nationale Bibliotheek van Tsjechië: xx0217979
- Nationale Bibliotheek van Israël: 987007411923405171
- Trove: 1186453
- Virtual International Authority File: 157272176